# اچ‌تی‌ام‌اس نارسوان
اچ‌تی‌ام‌اس نارسوان (به انگلیسی: HTMS Naresuan) یک کشتی است که طول آن 120.5 m می‌باشد.